# 胡格诺派教堂
胡格诺派教堂（Huguenot Church）是一座哥特复兴式教堂，位于南卡罗来纳州查尔斯顿教堂街136号。它建于1844年，由建筑师爱德华·布里克尔·怀特设计，是南卡罗来纳州最古老的哥特复兴式教堂，已被列为国家历史地标并列入国家史迹名录。该堂会起源于1680年代，是美国唯一独立的胡格诺派教堂。 
在16和117世纪，在天主教占优势的法国，新教徒面临迫害。1685年撤销南特法令后，许多法国胡格诺派教徒逃往世界的各地。查尔斯顿的胡格诺派教会早期的会众，包括许多这些难民，此后多年他们的后代仍继续在教会事务中发挥作用。这座教堂最初附属于加尔文主义的法国归正会，其教义仍保留加尔文主义学说的元素。教会的服务仍然遵循18世纪的法国礼仪，但都以英语进行。
该教堂坐落在查尔斯顿的法国区，因为该区在历史上曾集中了大量法国商人。 

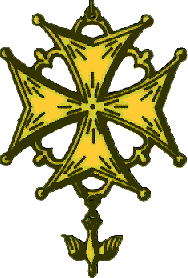
胡格诺十字